# Чупонг, Дэн
Дэн Чупонг (ชูพงษ์ ช่างปรุง; родился 23 марта 1981 года в провинции Каласин) — таиландский актёр и каскадёр.

## Биография
Впервые Чупонг дал о себе знать в составе каскадёрской команды Панны Риттикрая. Его прорывом считается роль в фильме Рождённый сражаться.
Чтобы оставаться в форме, он постоянно занимается бегом и упражняется в спортивной гимнастике.

## Фильмография
- 2003: Онг Бак (องค์บาก)
- 2004: Рождённый сражаться (เกิดมาลุย; Kerd ma lui)
- 2006: Воин-динамит (คนไฟบิน; Kon fai bin)
- 2008: Somtum
- 2008: Queens of Langkasuka
- 2009: Онг Бак 2: Непревзойденный (องค์บาก 2)
- 2010: Онг Бак 3 (องค์บาก 3)